# Billy Lee (cầu thủ bóng đá)
William Lee (12 tháng 8 năm 1878 - 5 tháng 11 năm 1934), hay Billy Lee, là một cầu thủ bóng đá người Anh thi đấu ở vị trí tiền đạo trung tâm. Ông thi đấu ở Football League cho West Bromwich Albion và Chesterfield Town.

## Tiểu sử
Lee sinh ra ở West Bromwich. Ông thi đấu chuyên nghiệp cho West Bromwich Albion vào tháng 9 năm 1901. Năm 1903 ông gia nhập Bournemouth Wanderers theo dạng cho mượn. Ông kí hợp đồng với Portsmouth vào tháng 9 năm 1904 với mức giá 100 bảng Anh. Vào tháng 8 năm 1906 ông chuyển đến New Brompton với mức giá 50 bảng Anh, và một năm sau gia nhập Chesterfield Town cùng với mức giá đó. Ông gia nhập Darlaston theo dạng chuyển nhượng tự do vào tháng 10 năm 1908 và giải nghệ do chấn thương vào tháng 5 năm 1911. Ông mất ở Walsall năm 1934.